# Liste der Torspielarten
Als Torspiele werden Sportarten (meist Ballsportarten) bezeichnet, in denen zwei Parteien versuchen, einen Ball in das gegnerische Tor zu befördern, um auf diese Weise Punkte zu erzielen. Das „Tor“ kann auch ein Korb, eine besondere Zone des Spielfeldes oder das Gebiet jenseits der Torlinie sein. Statt des Balles können auch andere Gegenstände, wie z. B. ein Puck oder eine Frisbeescheibe, Verwendung finden. (Spiele, die nicht wettkampfmäßig betrieben werden, sind in kursiver Schrift gelistet.)
Diese Familie umfasst die mit Abstand meisten aller Ballsportarten. Man kann sie in zwei Gattungen unterteilen:

## Torspiele ohne Schläger
- American Football
- Aquaball
- Australian Rules Football
- Basketball
- Beachhandball
- Beachrugby
- Beachsoccer
- Canadian Football
- Eton Wall Game
- Einradbasketball
- Feldhandball
- Flag Football
- Fußball
- Futsal
- Gaelic Football
- Grenzball
  - Stoßball
- Hallenfootball (Arena Football)
- Handball
- Hallenkorfball
- Horseball
- Inlinebasketball
- Jorkyball
- Kanupolo
- Korbball
  - Feldkorbball
  - Hallenkorbball
- Korbball (Schweiz)
- Korfball
- Krachtball (Kraftball)
- Loopyball
- Motoball
- Netball
- Pato (argent.)
- Quidditch
- Radball
- Raffball
- Raufball
- Rollersoccer
- Rugby League
- Rugby Union
- Schleuderballspiel
- Streetball (Basketball)
- Subbuteo (Tischfußball)
- Tag Rugby
- Tchoukball
- Tipp-Kick (Tischfußball)
- Tischfußball
- Touch (Rugby League)
- Touch Football (American)
- Turmball
- Ultimate (Frisbee)
- Unterwasserrugby
- Wasserball

## Torspiele mit Schläger
- Air-Hockey
- Bandy
- Broomball
- Box-Lacrosse
- Camogie
- Einradhockey
- Eishockey
- Hockey
- Hurling
- Inlinehockey
- Inline-Skaterhockey
- Intercrosse
- Jugger
- Lacrosse
- Polo
- Polocrosse
- Radpolo
- Ringette
- Rinkbandy
- Rollhockey
- Segwaypolo
- Shinty
- Smolball
- Streethockey (früher in Deutschland: Fieseln)
- Tischball
- Tischeishockey
- Unihockey
- Unterwasserhockey

## Varianten im Behindertensport
- Blindenfußball
- Goalball
- Rafroball
- Rollstuhlbasketball
- Rollstuhlhockey
- Rollstuhlrugby
- Schlitten-Eishockey
- Sitzfußball
- Tischball
- Torball